# Martha is Dead
Martha is Dead es un videojuego de horror que se presenta como un thriller psicológico. Desarrollado por el estudio italiano LKA y distribuido por Wired Productions. El juego se lanzó al mercado el 24 de febrero de 2022, para las plataformas de PlayStation 4, PlayStation 5, Xbox One, Xbox Series X|S y Microsoft Windows a través de Steam.

## Desarrollo
El juego estuvo en desarrollo durante seis años, en los que un equipo de 15 personas trabajaron en él. Además, se escribieron 300,000 palabras originales, que luego se tradujeron a 12 idiomas distintos, de los cuales cuatro de ellos tendrían su propio doblaje, estos idiomas eran italiano, inglés, alemán y chino simplificado.
Unas pocas semanas antes del estreno del juego, PlayStation ordenó la censura de algunas de las escenas de Martha is Dead, pero estas escenas no fueron realmente removidas del juego, como muchos pensaron en un inicio, sino que pasaron de ser interactivas a simplemente ser una cinemática que, además, se podía omitir completamente con una nueva opción añadida. Estas escenas que ya no eran jugables en las consolas de la familia PlayStation eran aquellas que involucraban violencia extrema: Giulia cortando la cara de Martha para usarla como máscara y Giulia abriendo el torso de Martha para confirmar su embarazo, mientras que la opción de omitir escenas fuertes dejaba fuera ambas partes mencionadas, y además, también elimina la escena del aborto espontáneo de Giulia y una escena de suicidio por ahorcamiento.

## Sinopsis
En el juego toma lugar en la Italia de 1944, durante la Segunda Guerra Mundial, el personaje principal es Giulia, una de las hijas de un general nazi, cuya familia vive tranquilamente en una enorme propiedad en la Toscana. Cierto día, Giulia ve el cuerpo de una mujer flotando en el lago de la propiedad, y al nadar para inspeccionarlo, se da cuenta de que se trata de su hermana gemela, Martha, cuya muerte por ahogamiento está envuelta en un halo de misterio. Es deber del jugador descubrir qué ocurrió realmente, mientras la psicosis de Giulia afecta el entorno del juego, con tintes de horror, haciendo difícil distinguir qué es real y qué no.

## Recepción
A pesar del revuelo que causó en internet el anuncio de que PlayStation censuraría algunas partes del juego, y de que miles de jugadores mostraran su descontento, el juego pasó finalmente por una recepción bastante mixta, mientras que las ventas se mantuvieron en un margen decente mas no excelente.